# حذام
حُذام هي حذام بنت جسر بن يتم بن يقدم بن عنزة بن أسد بن ربيعة. امرأة في الجاهلية ضرب بها المثل في حدة البصر وصدق الخبر قيل فيها: «أبصر من حذام». تختلط أخبار حُذام بزرقاء اليمامة.

## قصتها
كان قومها يستعينون بها في الحروب التي تدور بينهم وبين أعدائهم معتمدين عليها في جمع أخبار العدو مستخدمة حدة بصرها. غير أن أعداء قبيلتها فطنوا إلى ذلك فاحتال جيش من أعداء قبيلتها على الأمر مستخدمين أفرع الشجر وهم يقدمون عليهم، وقد رأتهم حُذام فأسرعت تُحَذِر قومها فما صدقوها. وكانت النتيجة أنْ هُزِموا لعدم أخذهم بكلامها. فَذُكِرَ البيت: